# Fast & Furious: SuperCars
Fast & Furious: SuperCars es un videojuego de carreras basado en la franquicia Fast & Furious desarrollado por Raw Thrills para Arcade.

## Jugabilidad
SuperCars se parece mucho a los dos juegos de arcade, The Fast and the Furious y The Fast and the Furious: Drift, y tenían las mismas 18 pistas, además de agregar las nueve pistas de The Fast and the Furious: Super Bikes.
Fast & Furious: SuperCars cuenta con 27 pistas, 10 autos con licencia, se puede vincular a 8 posiciones e incluye un sistema de cuenta PIN para almacenar registros de jugadores.
El juego tiene una conducción arcade, se pueden modificar los autos de forma alocada, como ponerles dos supercargadores, por ejemplo, las pistas son muy elaboradas, incluso en algunas se puede romper la carretera.

## Autos
- Dodge Viper SRT10
- Ford Mustang GT
- Chevrolet Camaro
- Ford GT
- Nissan 370Z
- Saleen S7 Twin Turbo
- Chevrolet Corvette ZR1
- Saleen S5S Raptor
- Dodge Challenger SRT8 392
- Nissan GT-R

## Pistas
Pistas fáciles:
Mojave- Una carrera por el desierto de Mojave
Times Square- una carrera desde el Puente de Brooklyn hasta Times Square.
Hawaii- Una carrera en Hawái.
Chinatown- Una carrera por Chinatown, San Francisco.
Shinjuku- Una carrera en Shinjuku, una parte de Tokio, Japón
Sturgis- Una carrera hacia el Monte Rushmore
Baja- Una carrera por el desierto de Baja
Florida- Una carrera por Florida
Suiza- Una carrera en Suiza
Pistas medias:
Mónaco: una carrera por Mónaco
Nueva Inglaterra: una carrera por las colinas de Nueva Inglaterra
Malibu- Una carrera en Malibu, CA
Shibuya- Una carrera hacia el aeropuerto internacional de Narita
Kyoto- Una carrera por Kyoto, Japón
Chicago- Una carrera de Chicago a Wrigley Field
Sado- Una carrera por Sado, Japón
LA Ghetto- Una carrera de un ghetto parte de Los Angeles, CA
Shanghai- Una carrera en Shanghái, China
Pistas difíciles:
Central Park- Una carrera de Central Park a Fort Knox.
Detroit- Una carrera por Detroit, MI.
Takayama- Una carrera por Takayama, Japón.
Nagano- Una carrera por Nagano, Japón.
San Francisco- Una carrera hacia el Puente Golden Gate.
Hollywood- Una carrera por Hollywood.
S.F Tour- Una carrera hacia los muelles de la Bahía de San Francisco.
Chinatown EX- Una carrera en Chinatown más difícil.
Mulholland Drive: Una carrera por Mulholland Drive.